# Šen Süe
Šen Süe (čínsky: 申雪; pinyin: Shēn Xuě; narozená 13. listopadu 1978, Charbin, provincie Chej-lung-ťiang) je bývalá čínská krasobruslařka závodící v kategorii sportovních dvojic. Jejím partnerem v páru je manžel Čao Chung-po. Je olympijskou vítězkou ze Zimních olympijských her 2010 ve Vancouveru, bronzovou olympijskou medailistkou ze ZOH 2002 a 2006, trojnásobnou mistryní světa z let 2002, 2003 a 2007, trojnásobnou šampiónkou Mistrovství čtyř kontinentů v letech 1999, 2003 a 2007 a šestinásobnou vítězkou Finále Grand prix 1998, 1999, 2003, 2004, 2006 a 2009.
Se svým manželem byli první čínskou dvojicí, která získala medaili v soutěži Mezinárodní bruslařské unie i na mistrovství světa. Stali se také prvním čínským párem, který vybojoval olympijskou medaili a v roce 2010 pak olympijské hry vyhrál, čímž ukončil téměř padesátiletou nadvládu ruských a sovětských vítězů v této kategorii.
Mnozí sportovní kritici považují dvojici za nejlepší sportovní pár v historii krasobruslení. V rámci nového hodnocení ISU byli k únoru 2010 držiteli světového rekordu v krátkém programu a celkové bodové klasifikaci.
Zasnoubili se po mistrovství světa 2007, poté se vzali. 17. února 2010 po zlatém olympijském závodě oznámili ukončení sportovní kariéry, s odůvodněním, že se chtějí věnovat pouze rodinnému životu. V současnosti žijí a trénují krasobruslaře ve městě Šen-čen.

## Statistika výsledků
(společně s partnerem Čao Chung-po)

### Od roku 2000
| Událost                     | 2000–01 | 2001–02 | 2002–03 | 2003–04 | 2004–05 | 2005–06 | 2006–07 | 2009–10 |
| --------------------------- | ------- | ------- | ------- | ------- | ------- | ------- | ------- | ------- |
| Olympijské hry              |         | 3       |         |         |         | 3       |         | 1       |
| Mistrovství světa           | 3       | 1       | 1       | 2       |         |         | 1       |         |
| Mistrovství čtyř kontinentů | 2       |         | 1       |         |         |         | 1       |         |
| Mistrovství Číny            | 1       | 1       |         |         |         |         |         |         |
| Asijské zimní hry           |         |         | 1       |         |         |         | 1       |         |
| Finále Grand Prix           | 3       | 3       | 2       | 1       | 1       |         | 1       | 1       |
| Čínský pohár                | 1       |         |         | 1       | 1       |         | 1       | 1       |
| Americká brusle             | 2       |         |         |         |         |         |         | 1       |
| NHK Trophy                  | 1       | 1       | 1       |         |         |         | 1       |         |
| Kanadská brusle             |         |         |         | 2       | 1       |         |         |         |
| Trophee Eric Bompard        |         |         |         |         | 1       |         |         |         |
| Bofrost Cup                 |         | 1       | 1       |         |         |         |         |         |
| Ruský pohár                 | 2       |         | 1       |         |         |         |         |         |

- Nestartovala v sezóně 2007–2008 a 2008–2009.

### Před rokem 2000

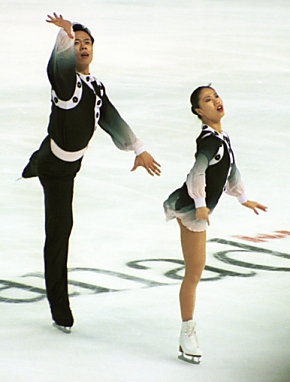
Pár v roce 2001.

| Událost                     | 1992–93 | 1993–94 | 1994–95 | 1995–96 | 1996–97 | 1997–98 | 1998–99 | 1999–00 |
| --------------------------- | ------- | ------- | ------- | ------- | ------- | ------- | ------- | ------- |
| Olympijské hry              |         |         |         |         |         | 5       |         |         |
| Mistrovství světa           |         |         |         | 15      | 11      | 4       | 2       | 2       |
| Mistrovství čtyř kontinentů |         |         |         |         |         |         | 1       |         |
| Mistrovství Číny            | 1       | 1       | 2       | 1       | 1       | 1       | 1       |         |
| Asijské zimní hry           |         |         |         | 1       |         |         | 1       |         |
| Finále Grand Prix           |         |         |         |         |         | 4       | 1       | 1       |
| NHK Trophy                  |         | 6       |         |         | 4       | 1       | 2       | 4       |
| Ruský pohár                 |         |         |         |         |         |         | 2       | 2       |
| Bofrost Cup                 |         |         |         |         |         |         |         | 3       |
| Kanadská brusle             |         |         |         |         |         |         | 1       |         |
| Trophee Lalique             |         |         |         |         | 5       | 3       |         |         |
| Zimní univerziáda           |         |         |         |         | 1       |         |         |         |